# 마츠가네 난사사건
《마츠가네 난사사건》(松ヶ根乱射事件, The Matsugane Potshot Affair)은 일본에서 제작된 야마시타 노부히로 감독의 2006년 코미디, 범죄, 드라마 영화이다. 아라이 히로후미 등이 주연으로 출연하였고 오시마 미츠루 등이 제작에 참여하였다.

## 출연

### 주연
- 아라이 히로후미
- 미우라 토모카즈
- 키무라 유이치

### 조연
- 안도 타마에
- 에노키 효에이
- 카라스마 세츠코
- 카와고에 미와
- 키무라 미도리코
- 니시오 마리
- 야마나카 타카시